# Артон (Ендр)
Артон (фр. Arthon) насеље је и општина у централној Француској у региону Центар (регион), у департману Ендр која припада префектури Шаторо.
По подацима из 2011. године у општини је живело 1.198 становника, а густина насељености је износила 25,6 становника/km². Општина се простире на површини од 46,8 km². Налази се на средњој надморској висини од 145 метара (максималној 184 m, а минималној 132 m).

## Демографија
| 1962. | 1968. | 1975. | 1982. | 1990. | 1999. | 2011. |
| ----- | ----- | ----- | ----- | ----- | ----- | ----- |
| 430   | 532   | 558   | 751   | 902   | 1.021 | 1.198 |

График промене броја становника у току последњих година